# Aplicație multiliniară
În algebra liniară o aplicație multiliniară este o funcție de mai multe variabile care este liniară separat în fiecare variabilă. Mai precis, o aplicație multiliniară este o funcție
{\displaystyle f\colon V_{1}\times \cdots \times V_{n}\to W{\text{,}}}
unde {\displaystyle V_{1},\ldots ,V_{n}} și {\displaystyle W} sunt spații vectoriale (sau module peste un inel comutativ), cu următoarea proprietate: pentru fiecare {\displaystyle i}, dacă toate variabilele cu excepția lui {\displaystyle v_{i}} sunt menținute constante, atunci {\displaystyle f(v_{1},\ldots ,v_{i},\ldots ,v_{n})} este o funcție liniară de {\displaystyle v_{i}}.
O aplicație multiliniară de o variabilă este o aplicație liniară, iar de două variabile este o aplicație biliniară. În general, o aplicație multiliniară de k variabile se numește o aplicație k-liniară. Dacă codomeniul unei aplicații multiliniare este corpul scalarilor, se numește formă multiliniară⁠(d). Aplicațiile multiliniare și formele multiliniare sunt obiecte fundamentale de studiu în algebra multiliniară.
Dacă toate variabilele aparțin aceluiași spațiu, formele pot fi simetrice, antisimetrice, sau aplicații k-liniare alternate. Acestea din urmă coincid dacă inelul subiacent (sau corpul) are o caracteristică diferită de 2, altfel primele două coincid.

## Exemple
- Orice aplicație biliniară este o aplicație multiliniară. De exemplu, orice produs scalar dintr-un spațiu vectorial este o aplicație multiliniară, la fel ca produsul vectorial al vectorilor din {\displaystyle \mathbb {R} ^{3}}.
- Determinantul unei matrice este o funcție multiliniară alternată a coloanelor (sau liniilor) unei matrice pătrate.
- Dacă {\displaystyle F\colon \mathbb {R} ^{m}\to \mathbb {R} ^{n}} este o funcție netedă⁠(d), atunci a k-a derivată a lui F în orice punct p din domeniul său poate fi văzută ca o k-funcție liniară simetrică {\displaystyle D^{k}\!F\colon \mathbb {R} ^{m}\times \cdots \times \mathbb {R} ^{m}\to \mathbb {R} ^{n}}.

## Reprezentare prin coordonate
Fie {\displaystyle f\colon V_{1}\times \cdots \times V_{n}\to W{\text{,}}} o aplicație multiliniară în spațiile vectoriale finit dimensionale {\displaystyle V_{i}\!} cu dimensiunea {\displaystyle d_{i}\!} și {\displaystyle W\!} un spațiu cu dimensiunea {\displaystyle d\!}. Dacă se alege baza {\displaystyle \{{\textbf {e}}_{i1},\ldots ,{\textbf {e}}_{id_{i}}\}} pentru fiecare {\displaystyle V_{i}\!} și baza {\displaystyle \{{\textbf {b}}_{1},\ldots ,{\textbf {b}}_{d}\}} pentru {\displaystyle W\!} (folosind caractere grase pentru vectori), atunci se poate defini o colecție de scalari {\displaystyle A_{j_{1}\cdots j_{n}}^{k}} prin
{\displaystyle f({\textbf {e}}_{1j_{1}},\ldots ,{\textbf {e}}_{nj_{n}})=A_{j_{1}\cdots j_{n}}^{1}\,{\textbf {b}}_{1}+\cdots +A_{j_{1}\cdots j_{n}}^{d}\,{\textbf {b}}_{d}.}
Atunci scalarii{\displaystyle \{A_{j_{1}\cdots j_{n}}^{k}\mid 1\leq j_{i}\leq d_{i},1\leq k\leq d\}} determină complet funcția multiliniară {\displaystyle f\!}. În particular, dacă
{\displaystyle {\textbf {v}}_{i}=\sum _{j=1}^{d_{i}}v_{ij}{\textbf {e}}_{ij}\!}
pentru {\displaystyle 1\leq i\leq n\!}, atunci
{\displaystyle f({\textbf {v}}_{1},\ldots ,{\textbf {v}}_{n})=\sum _{j_{1}=1}^{d_{1}}\cdots \sum _{j_{n}=1}^{d_{n}}\sum _{k=1}^{d}A_{j_{1}\cdots j_{n}}^{k}v_{1j_{1}}\cdots v_{nj_{n}}{\textbf {b}}_{k}.}

## Exemple
Fie forma triliniară
{\displaystyle g\colon R^{2}\times R^{2}\times R^{2}\to R,}
unde Vi = R2, di = 2, i = 1,2,3, iar W = R, d = 1.
O bază pentru orice Vi este {\displaystyle \{{\textbf {e}}_{i1},\ldots ,{\textbf {e}}_{id_{i}}\}=\{{\textbf {e}}_{1},{\textbf {e}}_{2}\}=\{(1,0),(0,1)\}.} Fie
{\displaystyle g({\textbf {e}}_{1i},{\textbf {e}}_{2j},{\textbf {e}}_{3k})=f({\textbf {e}}_{i},{\textbf {e}}_{j},{\textbf {e}}_{k})=A_{ijk},}
unde {\displaystyle i,j,k\in \{1,2\}}. Cu alte cuvinte, constanta {\displaystyle A_{ijk}} este o valoare a funcției în unul dintre cele opt triplete posibile ale vectorilor bazei (deoarece există două opțiuni pentru fiecare dintre cei trei {\displaystyle V_{i}} ), și anume:
{\displaystyle \{{\textbf {e}}_{1},{\textbf {e}}_{1},{\textbf {e}}_{1}\},\{{\textbf {e}}_{1},{\textbf {e}}_{1},{\textbf {e}}_{2}\},\{{\textbf {e}}_{1},{\textbf {e}}_{2},{\textbf {e}}_{1}\},\{{\textbf {e}}_{1},{\textbf {e}}_{2},{\textbf {e}}_{2}\},\{{\textbf {e}}_{2},{\textbf {e}}_{1},{\textbf {e}}_{1}\},\{{\textbf {e}}_{2},{\textbf {e}}_{1},{\textbf {e}}_{2}\},\{{\textbf {e}}_{2},{\textbf {e}}_{2},{\textbf {e}}_{1}\},\{{\textbf {e}}_{2},{\textbf {e}}_{2},{\textbf {e}}_{2}\}.}
Orice vector {\displaystyle {\textbf {v}}_{i}\in V_{i}=R^{2}} poate fi exprimat printr-o combinație liniară a vectorilor bazei
{\displaystyle {\textbf {v}}_{i}=\sum _{j=1}^{2}v_{ij}{\textbf {e}}_{ij}=v_{i1}\times {\textbf {e}}_{1}+v_{i2}\times {\textbf {e}}_{2}=v_{i1}\times (1,0)+v_{i2}\times (0,1).}
Valoarea funcției pentru o colecție arbitrară de trei vectori {\displaystyle {\textbf {v}}_{i}\in R^{2}} poate fi exprimată prin
{\displaystyle g({\textbf {v}}_{1},{\textbf {v}}_{2},{\textbf {v}}_{3})=\sum _{i=1}^{2}\sum _{j=1}^{2}\sum _{k=1}^{2}A_{ijk}v_{1i}v_{2j}v_{3k}.}
Sau, în formă dezvoltată
{\displaystyle {\begin{aligned}g((a,b),(c,d)&,(e,f))=ace\times g({\textbf {e}}_{1},{\textbf {e}}_{1},{\textbf {e}}_{1})+acf\times g({\textbf {e}}_{1},{\textbf {e}}_{1},{\textbf {e}}_{2})\\&+ade\times g({\textbf {e}}_{1},{\textbf {e}}_{2},{\textbf {e}}_{1})+adf\times g({\textbf {e}}_{1},{\textbf {e}}_{2},{\textbf {e}}_{2})+bce\times g({\textbf {e}}_{2},{\textbf {e}}_{1},{\textbf {e}}_{1})+bcf\times g({\textbf {e}}_{2},{\textbf {e}}_{1},{\textbf {e}}_{2})\\&+bde\times g({\textbf {e}}_{2},{\textbf {e}}_{2},{\textbf {e}}_{1})+bdf\times g({\textbf {e}}_{2},{\textbf {e}}_{2},{\textbf {e}}_{2}).\end{aligned}}}

## Relația cu produsele tensoriale
Există o corespondență naturală biunivocă între aplicațiile multiliniare
{\displaystyle f\colon V_{1}\times \cdots \times V_{n}\to W{\text{,}}}
și aplicațiile liniare
{\displaystyle F\colon V_{1}\otimes \cdots \otimes V_{n}\to W{\text{,}}}
unde prin {\displaystyle V_{1}\otimes \cdots \otimes V_{n}\!} este notat produsul tensorial⁠(d) al {\displaystyle V_{1},\ldots ,V_{n}}. Relația dintre funcțiile {\displaystyle f\!} și {\displaystyle F\!} este dată de formula
{\displaystyle f(v_{1},\ldots ,v_{n})=F(v_{1}\otimes \cdots \otimes v_{n}).}

## Funcții multiliniare pe matricin×n
Se pot considera funcțiile multiliniare pe o matrice n×n peste un inel comutativ K cu element neutru, ca fiind funcții pe liniile (sau coloanele) matricei. Fie A o astfel de matrice, iar ai, 1 ≤ i ≤ n rândurile ei. Atunci funcția multiliniară D poate fi scrisă
{\displaystyle D(A)=D(a_{1},\ldots ,a_{n}),}
satisfăcând relația
{\displaystyle D(a_{1},\ldots ,ca_{i}+a_{i}',\ldots ,a_{n})=cD(a_{1},\ldots ,a_{i},\ldots ,a_{n})+D(a_{1},\ldots ,a_{i}',\ldots ,a_{n}).}
Dacă {\displaystyle {\hat {e}}_{j}} reprezintă a j-lea linie a matricei unitate, se poate exprima fiecare linie ai ca suma
{\displaystyle a_{i}=\sum _{j=1}^{n}A(i,j){\hat {e}}_{j}.}
Folosind multiliniaritatea lui D se poate rescrie D(A) sub forma
{\displaystyle D(A)=D\left(\sum _{j=1}^{n}A(1,j){\hat {e}}_{j},a_{2},\ldots ,a_{n}\right)=\sum _{j=1}^{n}A(1,j)D({\hat {e}}_{j},a_{2},\ldots ,a_{n}).}
Continuând această substituție pentru toate valorile lui ai se obține pentru 1 ≤ i ≤ n,
{\displaystyle D(A)=\sum _{1\leq k_{1}\leq n}\ldots \sum _{1\leq k_{i}\leq n}\ldots \sum _{1\leq k_{n}\leq n}A(1,k_{1})A(2,k_{2})\dots A(n,k_{n})D({\hat {e}}_{k_{1}},\dots ,{\hat {e}}_{k_{n}}).}
Prin urmare D(A) este determinată unic prin modul cum operează D pe {\displaystyle {\hat {e}}_{k_{1}},\dots ,{\hat {e}}_{k_{n}}}.

## Exemple
În cazul matricilor 2×2 se obține
{\displaystyle D(A)=A_{1,1}A_{1,2}D({\hat {e}}_{1},{\hat {e}}_{1})+A_{1,1}A_{2,2}D({\hat {e}}_{1},{\hat {e}}_{2})+A_{1,2}A_{2,1}D({\hat {e}}_{2},{\hat {e}}_{1})+A_{1,2}A_{2,2}D({\hat {e}}_{2},{\hat {e}}_{2})}
unde {\displaystyle {\hat {e}}_{1}=[1,0]} și {\displaystyle {\hat {e}}_{2}=[0,1]}. Dacă se restricționează {\displaystyle D} să fie o funcție alternată, atunci {\displaystyle D({\hat {e}}_{1},{\hat {e}}_{1})=D({\hat {e}}_{2},{\hat {e}}_{2})=0} și {\displaystyle D({\hat {e}}_{2},{\hat {e}}_{1})=-D({\hat {e}}_{1},{\hat {e}}_{2})=-D(I)}. Cu {\displaystyle D(I)=1} se obține determinantul matricilor 2×2:
{\displaystyle D(A)=A_{1,1}A_{2,2}-A_{1,2}A_{2,1}.}

## Proprietăți
- O aplicație multiliniară are valoarea zero ori de câte ori unul dintre argumentele sale este zero.